# Ommatius bullatus
Ommatius bullatus är en tvåvingeart som beskrevs av Scarbrough 2002. Ommatius bullatus ingår i släktet Ommatius och familjen rovflugor.
Artens utbredningsområde är Venezuela. Inga underarter finns listade i Catalogue of Life.